# Saison 1 de Melissa and Joey
Chronologie
Saison 2
Cet article présente le guide des épisodes de la première saison de la série télévisée américaine Melissa and Joey.

## Distribution de la saison

### Acteurs principaux
- Melissa Joan Hart : Melissa « Mel » Burke
- Joey Lawrence : Joseph « Joe » Longo
- Taylor Spreitler : Lennox Scanlon
- Nick Robinson : Ryder Scanlon

### Acteurs récurrents
- Elizabeth Ho : Rhonda Cheng
- Lucy DeVito : Stephanie Krause (à partir de l'épisode 7)

### Acteurs invités
- Mark Ballas : lui-même

## Épisodes

### Épisode 1: Titre français inconnu (Pilot)
- États-Unis : 17 août 2010 sur ABC Family

- Don Stark (Phil DeMarco)
- Vernee Watson-Johnson (Mme Lunt)
- Cameron Bender (Griffin)
- Deena Freeman

### Épisode 2: Titre français inconnu (Moving On)
- États-Unis : 17 août 2010 sur ABC Family

- Philipp Karner (Theo Morton)
- Alexandra Hart-Gilliams (Victoria)

### Épisode 3: Titre français inconnu (Nanny Love)
- États-Unis : 24 août 2010 sur ABC Family

- Maite Schwartz (Liz)
- Aisha Kabia (Ashley)

### Épisode 4: Titre français inconnu (Boy Toys 'R' Us)
- États-Unis : 31 août 2010 sur ABC Family

- Hal Ozsan (Dylan)

### Épisode 5: Titre français inconnu (The Perfect Storm)
- États-Unis : 7 septembre 2010 sur ABC Family

- Christopher Rich (Russell Burke)

### Épisode 6: Titre français inconnu (Spies & Lies)
- États-Unis : 14 septembre 2010 sur ABC Family

- Shvona Lavette Chung (Tessa)
- Austin Mincks (Isaac)

### Épisode 7: Titre français inconnu (Up Close & Personal)
- États-Unis : 21 septembre 2010 sur ABC Family

- Valery M. Ortiz (Celeste Vega)
- Steve Tom (Arlan Tepper)
- Paco (Poncho)

### Épisode 8: Titre français inconnu (Dancing with the Stars of Toledo)
- États-Unis : 28 septembre 2010 sur ABC Family

- Mark Ballas (lui-même)
- Finola Hughes (Annonceur)

### Épisode 9: Titre français inconnu (Seoul Man)
- États-Unis : 5 octobre 2010 sur ABC Family

- Ashlye Meyer (Phoebe)
- Matthew Borlenghi (Duane Halderman)
- Reggie Jordan (Reporter #1)
- Jackson Gutierrez (Reporter #2)

### Épisode 10: Titre français inconnu (In Lennox We Trust)
- États-Unis : 12 octobre 2010 sur ABC Family

- Katherine Helmond (Mrs. Geller)
- Ted McGinley (Mayor Frank Hitchcock)
- Justin Prentice (Brett)
- Elizabeth Tobias (Lois)

### Épisode 11: Titre français inconnu (A Fright in the Attic)
- États-Unis : 19 octobre 2010 sur ABC Family

- Julia Duffy (Myrna Sherwood)
- John Ross Bowie (Lewis Scanlon)
- Lanre Idewu (L'officier de police)

### Épisode 12: Titre français inconnu (Joe Knows)
- États-Unis : 26 octobre 2010 sur ABC Family

- Miles Wood (Beckett)

### Épisode 13: Titre français inconnu (Enemies with Benefits)
- États-Unis : 29 juin 2011 sur ABC Family[12]

- Megan Hilty (Tiffany)

### Épisode 14: Titre français inconnu (Don't Train on My Parade)
- États-Unis : 6 juillet 2011 sur ABC Family

- Jessalyn Wanlim (Lindsay Gates)
- Miles Wood (Beckett)

### Épisode 15: Titre français inconnu (Lost in Translation)
- États-Unis : 13 juillet 2011 sur ABC Family

- Yuki Matsuzaki (Toshi Kimura)
- Elizabeth McLaughlin (redirection) (Kelsey Moncreif)
- Alyshia Ochse (Passion)
- Marco Infante (Le livreur)

### Épisode 16: Titre français inconnu (Joe Versus the Reunion)
- États-Unis : 20 juillet 2011 sur ABC Family

- Matt Cedeño (Gustavo Carvallho)
- Stephanie Lemelin (Isabel Ryan)
- Greg Pitts (Jamie)
- David Norona (Mike)
- Eva Fisher (Val Popkin-Stang)
- Christopher H. Fisher (Spence)
- Christian S. Anderson (Kyle Cookler)
- Nakia Burrise (Erica)
- Marianne Chambers (Alyssa)

### Épisode 17: Titre français inconnu (Toledo's Next Top Model)
- États-Unis : 27 juillet 2011 sur ABC Family

- Vivica A. Fox (Tasha)
- Rachel G. Fox (Holly)
- Nik Tyler (Dashiel)
- Beau Dunn (Gwen)
- Tara Erica Moore (Nala)

### Épisode 18: Titre français inconnu (The Mel Word)
- États-Unis : 3 août 2011 sur ABC Family

- Leslie Grossman (Emily)
- Courtney Henggeler (Bianca)
- Christopher Gehrman (Orlando)
- Adrian Quinonez (Warren)

### Épisode 19: Titre français inconnu (Auction Hero)
- États-Unis : 3 août 2011 sur ABC Family

- Mia Cottet (Trisha Atley-Singer)
- Lorna Scott (Amaya)
- Cheyenne Wilbur (Mr. Skimpole)

### Épisode 20: Titre français inconnu (Waiting for Mr. Right)
- États-Unis : 10 août 2011 sur ABC Family

- Jordan Belfi (Fletcher McKay)
- Christine Lakin (Jackie)
- Chryssie Whitehead (Lauren)
- Joanna Leeds (Becca)
- Mieko Hillman (Kelly)
- Savannah Jayde (Kirsten)

### Épisode 21: Titre français inconnu (Young Love)
- États-Unis : 17 août 2011 sur ABC Family

- Chris Brochu (Roman Maizes)
- Ronobir Lahiri (Mr. Gaandhu Shamtoub)
- Michael Brouillet (Gavin)
- Allison Weissman (Mandy)
- Kayden Kessler (Robbie)

### Épisode 22: Titre français inconnu (Mel and Joe's Anniversary)
- États-Unis : 17 août 2011 sur ABC Family

- Chris Brochu (Roman Maizes)
- Ronobir Lahiri (Mr. Shamtoub)
- James Tumminia (Angelo)
- Ezra Buzzington (Carl)
- Justin James Hughes (Jack)
- Dalpre Grayer (Marvin)
- Jason Gerhardt (Carson)
- Erica Franco (Elaine)

### Épisode 23: Titre français inconnu (Going the Distance?)
- États-Unis : 24 août 2011 sur ABC Family

- Scott Michael Foster (George Karpelos Jr.)
- Rachel G. Fox (Holly)
- Sean O'Bryan (Paul Reback)
- Wendy Makkena (Suzanne Reback)
- Carlease Burke (Rosemary)

### Épisode 24: Titre français inconnu (All Politics is Local)
- États-Unis : 24 août 2011 sur ABC Family

- Christopher Rich (Russell Burke)
- Lauran Irion (Jade Gillis)
- Richard Fancy (en) (Lehman Walken)
- Abhi Sinha (Baxter)
- Andy Forrest (Fonctionnaire)
- Anthony R. Jones (Conseiller Sanchez)

### Épisode 25: Titre français inconnu (The Other Longo)
- États-Unis : 31 août 2011 sur ABC Family

- Matthew Lawrence (Tony Longo)

### Épisode 26: Titre français inconnu (Teacher/Teacher)
- États-Unis : 31 août 2011 sur ABC Family

- Andrew Lawrence (Evan McKay)
- Dave Florek (Wally)
- Gregory Hinton (Bouncer)
- Danièle Watts (Jessie)
- Cynthia Ruffin (Officier James)
- Riley Schmidt (Stan)
- Jamal Duff (Le grand)

### Épisode 27: Titre français inconnu (Play Ball)
- États-Unis : 7 septembre 2011 sur ABC Family

- Rachel G. Fox (Holly Reback)
- Thomas F. Wilson (Conseiller Herbert Hancock)
- Reggie De Leon (Wyatt)
- Jack J. Bennett (Chuck)

### Épisode 28: Titre français inconnu (A House Divided)
- États-Unis : 7 septembre 2011 sur ABC Family

- John Ratzenberger (Arnie)
- Blake Jenner (Miller Collins)
- Rich McDonald (Roland)
- Scott Rinker (Adam Simonson)

### Épisode 29: Titre français inconnu (Do as I Say, Not as I Did)
- États-Unis : 14 septembre 2011 sur ABC Family

- Rachel G. Fox (Holly Reback)
- Jordan Garrett (Brendan Flynn)
- Courtney Taylor Burness (Charlotte)
- Marcus Folmar (Dale Scoggins)
- John O'Brien (Phil Werner)
- Travis T. Flory (Axel)

### Épisode 30: Titre français inconnu (The Settlement)
- États-Unis : 14 septembre 2011 sur ABC Family

- George Wyner (Juge Reuben Biddle)
- Vicki Lewis (Alexis McKenna)
- Jay Kenneth Johnson (Anthony)
- Darren O'Hare (Larry)
- Bren Foster (Ben)